# Deutscher Sportclub Arminia Bielefeld 2004-2005
Questa voce raccoglie le informazioni riguardanti il Deutscher Sportclub Arminia Bielefeld nelle competizioni ufficiali della stagione 2004-2005.

## Stagione
Nella stagione 2004-2005 l'Arminia Bielefeld, allenato da Uwe Rapolder e Thomas von Heesen, concluse il campionato di Bundesliga al 13º posto. In Coppa di Germania l'Arminia Bielefeld fu eliminato in semifinale dal Bayern Monaco.

## Rosa
| N. |                               | Ruolo | Calciatore       |
| -- | ----------------------------- | ----- | ---------------- |
| 1  | Germania (bandiera)           | P     | Mathias Hain     |
| 2  | Germania (bandiera)           | D     | Markus Schuler   |
| 3  | Brasile (bandiera)            | D     | Márcio Borges    |
| 4  | Rep. Ceca (bandiera)          | D     | Petr Gabriel     |
| 5  | Germania (bandiera)           | C     | Rüdiger Kauf     |
| 6  | Germania (bandiera)           | C     | Detlev Dammeier  |
| 7  | Sudafrica (bandiera)          | A     | Delron Buckley   |
| 8  | Macedonia del Nord (bandiera) | C     | Vančo Trajanov   |
| 9  | Romania (bandiera)            | A     | Claudiu Răducanu |
| 10 | Albania (bandiera)            | C     | Fatmir Vata      |
| 11 | Albania (bandiera)            | C     | Ervin Skela      |
| 13 | Germania (bandiera)           | C     | Michael Fink     |
| 14 | Germania (bandiera)           | A     | Marco Küntzel    |
| 15 | Polonia (bandiera)            | D     | Daniel Bogusz    |
| 16 | Germania (bandiera)           | D     | Benjamin Lense   |
| 17 | Belgio (bandiera)             | D     | Bernd Rauw       |
| 18 | Ghana (bandiera)              | A     | Isaac Boakye     |

| N. |                       | Ruolo | Calciatore           |
| -- | --------------------- | ----- | -------------------- |
| 19 | Albania (bandiera)    | C     | Klodian Duro         |
| 20 | Montenegro (bandiera) | A     | Radomir Đalović      |
| 21 | Italia (bandiera)     | C     | Massimilian Porcello |
| 22 | Germania (bandiera)   | D     | Patrick Owomoyela    |
| 23 | Germania (bandiera)   | P     | Dennis Eilhoff       |
| 24 | Spagna (bandiera)     | C     | Diego León           |
| 25 | Germania (bandiera)   | C     | Philipp Heithölter   |
| 26 | Germania (bandiera)   | P     | Ronny Kockel         |
| 27 | Germania (bandiera)   | C     | Christian Wieczorek  |
| 28 | Germania (bandiera)   | C     | Henning Grieneisen   |
| 29 | Germania (bandiera)   | C     | Finn Holsing         |
| 30 | Portogallo (bandiera) | C     | Roberto Pinto        |
| 32 | Germania (bandiera)   | D     | Matthias Langkamp    |
| 33 | Turchia (bandiera)    | A     | Engin Yildiz         |
| 35 | Turchia (bandiera)    | A     | Ferhat Cerci         |
| 36 | Polonia (bandiera)    | D     | Tomasz Wisio         |
| 37 | Brasile (bandiera)    | A     | Renato               |

## Organigramma societario
Area tecnica
- Allenatore: Thomas von Heesen
- Allenatore in seconda: Frank Geideck
- Preparatore dei portieri: Thomas Schlieck
- Preparatori atletici:

## Calciomercato

### Sessione estiva
| Acquisti | Acquisti            | Acquisti                     | Acquisti |
| R.       | Nome                | da                           | Modalità |
| -------- | ------------------- | ---------------------------- | -------- |
| A        | Delron Buckley      | Bochum                       |          |
| A        | Ferhat Cerci        | Lippstadt 08                 |          |
| C        | Klodian Duro        | Çaykur Rizespor              |          |
| C        | Michael Fink        | Stoccarda II                 |          |
| P        | Ronny Kockel        | Hildesheim                   |          |
| A        | Marijo Marić        | Kärnten                      |          |
| A        | Claudiu Răducanu    | Espanyol                     |          |
| D        | Markus Schuler      | Hannover 96                  |          |
| C        | Ervin Skela         | Eintracht Francoforte        |          |
| C        | Vančo Trajanov      | Lokomotiv Plovdiv            |          |
| C        | Christian Wieczorek | Arminia Bielefeld (juniores) |          |

| Cessioni | Cessioni            | Cessioni               | Cessioni |
| R.       | Nome                | da                     | Modalità |
| -------- | ------------------- | ---------------------- | -------- |
| D        | Martin Amedick      | Eintracht Braunschweig |          |
| D        | Roland Benschneider | Colonia                |          |
| D        | Adis Hasić          | TuS Dornberg           |          |
| C        | Philipp Heithölter  | Arminia Bielefeld II   |          |
| A        | Newton Ben Katanha  | Selangor               |          |
| D        | Maciej Murawski     | Arīs Salonicco         |          |
| A        | Sebastian Radtke    | Eintracht Treviri      |          |
| A        | Mirnel Sadović      | Sarajevo               |          |
| P        | Sebastian Völzow    | LR Ahlen               |          |

### Sessione invernale
| Acquisti | Acquisti        | Acquisti         | Acquisti |
| R.       | Nome            | da               | Modalità |
| -------- | --------------- | ---------------- | -------- |
| A        | Radomir Đalović | NK Zagabria      |          |
| D        | Tomasz Wisio    | FC Superfund     |          |
| C        | Diego León      | Real M. Castilla |          |

| Cessioni | Cessioni     | Cessioni          | Cessioni |
| R.       | Nome         | da                | Modalità |
| -------- | ------------ | ----------------- | -------- |
| A        | Marijo Marić | Eintracht Treviri |          |

## Risultati

### Bundesliga

#### Girone di andata
| Bielefeld 8 agosto 2004, ore 17:30 CEST 1ª giornata | Arminia Bielefeld | 0 – 0 referto | Borussia M'gladbach | SchücoArena (26 601 spett.)\| Arbitro: \| Fandel \| |
| Arbitro:                                            | Fandel            |               |                     |                                                     |

| Arbitro: | Fleischer |

|             |           |                        |
| Buckley 87’ | Marcatori | 31’ Zdebel 90’ Diabang |

| Arbitro: | Weiner |

|            |           |  |
| Makaay 25’ | Marcatori |  |

| Arbitro: | Schmidt |

|             |           |              |
| Buckley 64’ | Marcatori | 82’ Azaouagh |

| Arbitro: | Meyer |

|              |           |                        |
| Kießling 76’ | Marcatori | 18’ Vata 64’ Owomoyela |

| Arbitro: | Gagelmann |

|  |           |             |
|  | Marcatori | 79’ Buckley |

| Arbitro: | Trautmann |

|  |           |                      |
|  | Marcatori | 43’ Babbel 90’ Cacau |

| Arbitro: | Stark |

|  |           |                           |
|  | Marcatori | 57’ Owomoyela 65’ Buckley |

| Arbitro: | Wack |

|             |           |  |
| Buckley 40’ | Marcatori |  |

| Arbitro: | Schmidt |

|                       |           |                      |
| Voronin 50’, 54’, 77’ | Marcatori | 19’ Buckley 69’ Vata |

| Arbitro: | Brych |

|                |           |             |
| Teber 80’, 90’ | Marcatori | 79’ Buckley |

| Arbitro: | Fleischer |

|            |           |  |
| Buckley 9’ | Marcatori |  |

| Arbitro: | Trautmann |

|                            |           |                                |
| Coulibaly 15’ Iashvili 38’ | Marcatori | 16’, 86’ Buckley 20’ Owomoyela |

| Arbitro: | Merk |

|                      |           |             |
| Vata 45’ Küntzel 77’ | Marcatori | 83’ Klasnić |

| Arbitro: | Gräfe |

|                             |           |          |
| K'obiashvili 28’ Ailton 38’ | Marcatori | 20’ Kauf |

| Arbitro: | Sippel |

|               |           |              |
| Owomoyela 64’ | Marcatori | 52’ Di Salvo |

| Arbitro: | Fröhlich |

|                                                             |           |  |
| Rytter 14’ Klimowicz 26’ Brdarić 37’, 40’ Petrov 67’ (rig.) | Marcatori |  |

#### Girone di ritorno
| Arbitro: | Meyer |

|           |           |  |
| Moore 53’ | Marcatori |  |

| Arbitro: | Brych |

|  |           |             |
|  | Marcatori | 30’ Stendel |

| Arbitro: | Trautmann |

|                   |           |             |
| Madsen 19’ (rig.) | Marcatori | 30’ Buckley |

| Arbitro: | Meyer |

|                               |           |           |
| Porcello 23’ Buckley 61’, 83’ | Marcatori | 80’ Lúcio |

| Magonza 19 febbraio 2005, ore 15:30 CET 22ª giornata | Magonza   | 0 – 0 referto | Arminia Bielefeld | Stadion am Bruchweg (20 300 spett.)\| Arbitro: \| Gagelmann \| |
| Arbitro:                                             | Gagelmann |               |                   |                                                                |

| Arbitro: | Kircher |

|                                    |           |            |
| Buckley 6’ Owomoyela 19’ Pinto 73’ | Marcatori | 30’ Mintál |

| Arbitro: | Wagner |

|                     |           |                   |
| Soldo 47’ Cacau 74’ | Marcatori | 76’ (rig.) Boakye |

| Arbitro: | Wack |

|                                   |           |                                                     |
| Porcello 21’ Vata 27’ Buckley 87’ | Marcatori | 2’ Lauth 38’ Barbarez 43’ Boulahrouz 71’ Mahdavikia |

| Arbitro: | Merk |

|                           |           |  |
| Marx 29’, 56’ Baştürk 90’ | Marcatori |  |

| Arbitro: | Sippel |

|             |           |  |
| Đalović 65’ | Marcatori |  |

| Arbitro: | Weiner |

|  |           |                         |
|  | Marcatori | 6’ Jancker 24’ Altıntop |

| Arbitro: | Brych |

|            |           |            |
| Kringe 15’ | Marcatori | 85’ Boakye |

| Arbitro: | Kemmling |

|                       |           |           |
| Porcello 5’, 55’, 69’ | Marcatori | 15’ Cairo |

| Arbitro: | Fandel |

|                                   |           |  |
| Magnin 39’ Borowski 53’ Klose 78’ | Marcatori |  |

| Arbitro: | Fleischer |

|  |           |                              |
|  | Marcatori | 9’ (rig.) Lincoln 90’ Ailton |

| Arbitro: | Meyer |

|                      |           |             |
| Rasmussen 26’ (rig.) | Marcatori | 20’ Küntzel |

| Arbitro: | Fröhlich |

|          |           |                               |
| Vata 35’ | Marcatori | 42’ (rig.) Petrov 55’ Brdarić |

### Coppa di Germania
| Arbitro: | Kemmling |

|          |           |                                |
| Popa 79’ | Marcatori | 13’ Owomoyela 60’ (rig.) Skela |

| Arbitro: | Grudzinski |

|                            |           |                                     |
| Schlösser 66’ Federico 68’ | Marcatori | 1’ Küntzel 2’, 39’ Buckley 71’ Vata |

| Arbitro: | Gagelmann |

|                                               |           |  |
| Skela 4’, 72’ Dammeier 50’ (rig.) Buckley 55’ | Marcatori |  |

| Arbitro: | Kemmling |

|            |           |  |
| Boakye 55’ | Marcatori |  |

| Arbitro: | Merk |

|  |           |                              |
|  | Marcatori | 3’ Ballack 90’ (rig.) Makaay |

## Statistiche

### Statistiche di squadra
| Competizione      | Punti | In casa | In casa | In casa | In casa | In casa | In casa | In trasferta | In trasferta | In trasferta | In trasferta | In trasferta | In trasferta | Totale | Totale | Totale | Totale | Totale | Totale | DR  |
| Competizione      | Punti | G       | V       | N       | P       | Gf      | Gs      | G            | V            | N            | P            | Gf           | Gs           | G      | V      | N      | P      | Gf     | Gs     | DR  |
| ----------------- | ----- | ------- | ------- | ------- | ------- | ------- | ------- | ------------ | ------------ | ------------ | ------------ | ------------ | ------------ | ------ | ------ | ------ | ------ | ------ | ------ | --- |
| Bundesliga        | 40    | 17      | 7       | 3       | 7       | 21      | 21      | 17           | 4            | 4            | 9            | 16           | 28           | 34     | 11     | 7      | 16     | 37     | 49     | -12 |
| Coppa di Germania | -     | 3       | 2       | 0       | 1       | 5       | 2       | 2            | 2            | 0            | 0            | 6            | 3            | 5      | 4      | 0      | 1      | 11     | 5      | +6  |
| Totale            | 40    | 20      | 9       | 3       | 8       | 26      | 23      | 19           | 6            | 4            | 9            | 22           | 31           | 39     | 15     | 7      | 17     | 48     | 54     | -6  |

### Andamento in campionato
| Giornata  | 1 | 2 | 3 | 4  | 5  | 6 | 7  | 8  | 9 | 10 | 11 | 12 | 13 | 14 | 15 | 16 | 17 | 18 | 19 | 20 | 21 | 22 | 23 | 24 | 25 | 26 | 27 | 28 | 29 | 30 | 31 | 32 | 33 | 34 |
| --------- | - | - | - | -- | -- | - | -- | -- | - | -- | -- | -- | -- | -- | -- | -- | -- | -- | -- | -- | -- | -- | -- | -- | -- | -- | -- | -- | -- | -- | -- | -- | -- | -- |
| Luogo     | C | C | T | C  | T  | T | C  | T  | C | T  | T  | C  | T  | C  | T  | C  | T  | T  | C  | T  | C  | T  | C  | T  | C  | T  | C  | C  | T  | C  | T  | C  | T  | C  |
| Risultato | N | P | P | N  | V  | V | P  | V  | V | P  | P  | V  | V  | V  | P  | N  | P  | P  | P  | N  | V  | N  | V  | P  | P  | P  | V  | P  | N  | V  | P  | P  | N  | P  |
| Posizione | 9 | 6 | 9 | 13 | 15 | 6 | 11 | 10 | 8 | 9  | 10 | 9  | 7  | 6  | 7  | 9  | 10 | 11 | 12 | 12 | 12 | 11 | 11 | 12 | 11 | 12 | 12 | 12 | 12 | 11 | 12 | 12 | 13 | 13 |

Legenda:

Luogo: C = Casa; T = Trasferta. Risultato: V = Vittoria; N = Pareggio; P = Sconfitta.

### Statistiche dei giocatori
| Giocatore     | Bundesliga | Bundesliga | Bundesliga  | Bundesliga | Coppa di Germania | Coppa di Germania | Coppa di Germania | Coppa di Germania | Totale   | Totale | Totale      | Totale     |
| Giocatore     | Presenze   | Reti       | Ammonizioni | Espulsioni | Presenze          | Reti              | Ammonizioni       | Espulsioni        | Presenze | Reti   | Ammonizioni | Espulsioni |
| ------------- | ---------- | ---------- | ----------- | ---------- | ----------------- | ----------------- | ----------------- | ----------------- | -------- | ------ | ----------- | ---------- |
| I. Boakye     | 10         | 2          | 1           | 0          | 2                 | 1                 | 0                 | 0                 | 12       | 3      | 1           | 0          |
| D. Bogusz     | 8          | 0          | 1           | 0          | 1                 | 0                 | 0                 | 0                 | 9        | 0      | 1           | 0          |
| M. Borges     | 18         | 0          | 3           | 0          | 2                 | 0                 | 0                 | 0                 | 20       | 0      | 3           | 0          |
| D. Buckley    | 29         | 15         | 1           | 0          | 5                 | 3                 | 1                 | 1                 | 34       | 18     | 2           | 1          |
| F. Cerci      | 1          | 0          | 0           | 0          | 0                 | 0                 | 0                 | 0                 | 1        | 0      | 0           | 0          |
| D. Dammeier   | 33         | 0          | 2           | 0          | 3                 | 1                 | 1                 | 0                 | 36       | 1      | 3           | 0          |
| K. Duro       | 19         | 0          | 1           | 0          | 2                 | 0                 | 0                 | 0                 | 21       | 0      | 1           | 0          |
| D. Eilhoff    | 0          | 0          | 0           | 0          | 0                 | 0                 | 0                 | 0                 | 0        | 0      | 0           | 0          |
| M. Fink       | 11         | 0          | 0           | 0          | 3                 | 0                 | 0                 | 0                 | 14       | 0      | 0           | 0          |
| P. Gabriel    | 31         | 0          | 3           | 0          | 4                 | 0                 | 0                 | 0                 | 35       | 0      | 3           | 0          |
| H. Grieneisen | 1          | 0          | 0           | 0          | 1                 | 0                 | 0                 | 0                 | 2        | 0      | 0           | 0          |
| M. Hain       | 34         | 0          | 4           | 0          | 5                 | 0                 | 0                 | 0                 | 39       | 0      | 4           | 0          |
| P. Heithölter | 0          | 0          | 0           | 0          | 0                 | 0                 | 0                 | 0                 | 0        | 0      | 0           | 0          |
| F. Holsing    | 3          | 0          | 0           | 0          | 0                 | 0                 | 0                 | 0                 | 3        | 0      | 0           | 0          |
| R. Kauf       | 31         | 1          | 7           | 0          | 4                 | 0                 | 0                 | 0                 | 35       | 1      | 7           | 0          |
| R. Kockel     | 0          | 0          | 0           | 0          | 0                 | 0                 | 0                 | 0                 | 0        | 0      | 0           | 0          |
| M. Küntzel    | 15         | 2          | 0           | 0          | 2                 | 1                 | 0                 | 0                 | 17       | 3      | 0           | 0          |
| M. Langkamp   | 22         | 0          | 3           | 0          | 2                 | 0                 | 0                 | 0                 | 24       | 0      | 3           | 0          |
| B. Lense      | 24         | 0          | 4           | 0          | 5                 | 0                 | 0                 | 0                 | 29       | 0      | 4           | 0          |
| D. León       | 10         | 0          | 0           | 0          | 2                 | 0                 | 0                 | 0                 | 12       | 0      | 0           | 0          |
| M. Marić      | 5          | 0          | 0           | 0          | 0                 | 0                 | 0                 | 0                 | 5        | 0      | 0           | 0          |
| P. Owomoyela  | 30         | 5          | 3           | 0          | 4                 | 1                 | 1                 | 0                 | 34       | 6      | 4           | 0          |
| R. Pinto      | 12         | 1          | 0           | 0          | 2                 | 0                 | 0                 | 0                 | 14       | 1      | 0           | 0          |
| M. Porcello   | 15         | 5          | 1           | 0          | 3                 | 0                 | 0                 | 0                 | 18       | 5      | 1           | 0          |
| B. Rauw       | 8          | 0          | 0           | 0          | 3                 | 0                 | 0                 | 0                 | 11       | 0      | 0           | 0          |
| R. Renato     | 0          | 0          | 0           | 0          | 0                 | 0                 | 0                 | 0                 | 0        | 0      | 0           | 0          |
| C. Răducanu   | 5          | 0          | 0           | 0          | 1                 | 0                 | 0                 | 0                 | 6        | 0      | 0           | 0          |
| M. Schuler    | 26         | 0          | 4           | 0          | 5                 | 0                 | 0                 | 0                 | 31       | 0      | 4           | 0          |
| E. Skela      | 32         | 0          | 3           | 0          | 5                 | 3                 | 1                 | 0                 | 37       | 3      | 4           | 0          |
| V. Trajanov   | 1          | 0          | 0           | 0          | 1                 | 0                 | 0                 | 0                 | 2        | 0      | 0           | 0          |
| F. Vata       | 28         | 5          | 7           | 0          | 3                 | 1                 | 0                 | 0                 | 31       | 6      | 7           | 0          |
| C. Wieczorek  | 0          | 0          | 0           | 0          | 0                 | 0                 | 0                 | 0                 | 0        | 0      | 0           | 0          |
| T. Wisio      | 1          | 0          | 0           | 0          | 0                 | 0                 | 0                 | 0                 | 1        | 0      | 0           | 0          |
| E. Yildiz     | 0          | 0          | 0           | 0          | 0                 | 0                 | 0                 | 0                 | 0        | 0      | 0           | 0          |
| R. Đalović    | 8          | 1          | 0           | 0          | 0                 | 0                 | 0                 | 0                 | 8        | 1      | 0           | 0          |